# Max Morise
Max Morise né à Versailles le 5 avril 1900 et mort à Paris 14e le 29 octobre 1973) est un artiste surréaliste et un traducteur français.
Il est en particulier l'auteur, en 1927, de Cadavre exquis sans titre avec André Breton et Marcel Noll.
Il a également tenu quelques (très) petits rôles au cinéma durant les années 1930 et pour quelques traductions, dont le recueil de nouvelles La Grande Vallée de John Steinbeck, en collaboration avec Marcel Duhamel.

## Filmographie
- 1933 : Ciboulette de Claude Autant-Lara
- 1936 : Le Crime de Monsieur Lange de Jean Renoir
- 1937 : Drôle de drame de Marcel Carné